# Зарайский
Зарайский — посёлок сельского типа в Зарайском районе Московской области, в составе муниципального образования сельское поселение Каринское (до 29 ноября 2006 года входил в состав Каринского сельского округа).

## Население
| 2002 | 2006 | 2010 |
| ---- | ---- | ---- |
| 639  | ↗727 | ↘672 |

Посёлок, как совхоз «Сталино» — подсобное хозяйство Управления НКВД по Московской области, был образован в 1932 году, с ноября 1949 года назывался центральная усадьба совхоза «Зарайский», с 2003 года —посёлок сельского типа Зарайский; связан автобусным сообщением с райцентром и соседними населёнными пунктами. В Зарайском действуют почтовое отделение, детский комбинат, амбулатория, торговый центр, столовая, библиотека. Летуновская средняя школа.

## География
Зарайский расположен в 12 км на юго-восток от Зарайска, на водоразделе истоков правых притоков реки Осётр: верхнего и нижнего Осётриков, высота центра деревни над уровнем моря — 171 м.